# Bryaninops isis
Bryaninops isis är en fiskart som beskrevs av Larson, 1985. Bryaninops isis ingår i släktet Bryaninops och familjen smörbultsfiskar. Inga underarter finns listade.